# John Todd Zimmer
Pour les articles homonymes, voir Zimmer.
John Todd Zimmer est un ornithologue américain, né le 28 février 1889 à Bridgeport (Ohio) et mort le 6 janvier 1957 à White Plains (New York).

## Biographie
Il est diplômé à l’université Lincoln du Nebraska où il commence à s’intéresser à l’entomologie et à l’ornithologie. À partir de 1913, il travaille comme conseiller en agronomie aux Philippines et en Nouvelle-Guinée et réalise d’importantes collections d’oiseaux. À son retour, il entre au musée Field (Field Museum of Natural History) à Chicago où il réalise le Catalog of the Ayer Ornithological Library et participe à des expéditions en Afrique et au Pérou.
En 1930, Frank Michler Chapman (1864-1945) l’engage comme conservateur associé des oiseaux à l’American Museum of Natural History de New York où il travaille le reste de sa vie. Il fait paraître des révisions taxinomiques des oiseaux du Pérou et d’autres régions d’Amérique du Sud. Sur la fin de sa vie, il étudie les Tyrannidae du Nouveau Monde pour la Check-list of Birds of the World de James Lee Peters (1890-1952).
Zimmer est membre de l’American Ornithologists' Union (qui lui décerne la médaille Brewster en 1952) et directeur de sa publication The Auk de 1942 à 1948.

## Espèces éponymes
- Todirostre de Zimmer (Hemitriccus minimus)

## Liste partielle des publications
- 1926 : Catalogue of the Edward E. Ayer ornithological library. Field Mus. Natu Hist., Zool. Ser., volume XVI, première partie (239) : x + 364 p. ; seconde partie (240) : 365-706.